# Franz Georg Timmesfeld

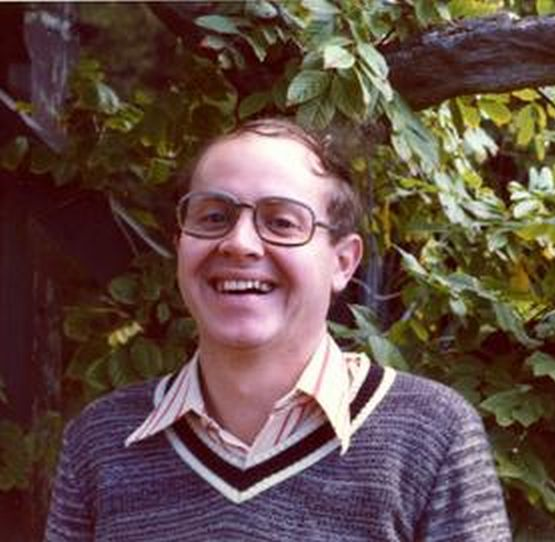
Franz Georg Timmesfeld, Berkeley 1975

Franz Georg Timmesfeld (* 13. Juli 1943 in Limburg an der Lahn) ist ein deutscher Mathematiker, der sich mit der Gruppentheorie (insbesondere endliche Gruppen) befasst.
Timmesfeld wurde 1970 bei Bernd Fischer an der Universität Frankfurt am Main promoviert (Eine Charakterisierung der linearen Gruppen über GF(2)). 1972 habilitierte er sich an der Universität Bielefeld (On characteristic 2 groups). Von 1974 bis 1980 war er Professor an der Universität zu Köln und anschließend an der Universität Gießen.
Mit Michael Aschbacher und William Kantor organisierte er Oberwolfach Konferenzen zur Gruppentheorie.

## Schriften
- Abstract root subgroups and simple groups of Lie-type, Birkhäuser 2001
- mit Bernd Stellmacher: Rank 3 amalgams, Memoirs AMS, Nr. 649, 1998
- A characterization of Chevalley and Steinberg groups over {\displaystyle F_{2}}, Geometriae Dedicata, Band 1, 1973, S. 269–321
- Groups generated by root involutions, Teil 1,2, J. Algebra, Band 33, 1975, S. 75–134, Band 35, 1975, S. 367–441
- Finite simple groups in which the generalized Fitting group of the centralizer of some involution is extraspecial, Annals of Mathematics, Band 107, 1978, S. 297–369
- A remark on Thompson´s replacement theorem and a consequence, Arch. Math., Band 38, 1982, S. 491–499